# Ржавский, Никита Харитонович
Никита Харитонович Ржавский (1916 — 7 декабря 1941) — советский военнослужащий, участник Великой Отечественной войны, командир звена 153-го истребительного авиационного полка 5-й смешанной авиационной дивизии ВВС 23-й армии ВВС Ленинградского фронта, лейтенант. Герой Советского Союза.

## Биография
Родился в 1916 году в селе Першемарьевка ныне Славянского района Донецкой области Украины. В Красной Армии с 1938 года. Окончил Ворошиловградскую военно-авиационную школу лётчиков. Участник Великой Отечественной войны с июля 1941 года.
Совершил 283 боевых вылета, в том числе 81 — на штурмовку живой силы и техники противника. Был смертельно ранен 7 декабря 1941 года при выполнении боевого задания. Умер от ран в госпитале. 10 февраля 1943 года за образцовое выполнение боевых заданий командования и проявленные при этом мужество и героизм лейтенанту Ржавскому Никите Харитоновичу присвоено звание Героя Советского Союза посмертно.
Похоронен в братской могиле в деревне Суоранда Всеволожского района Ленинградской области. Его именем в деревне Суоранда названа улица.